# Heinrich Auer (Industrieller)

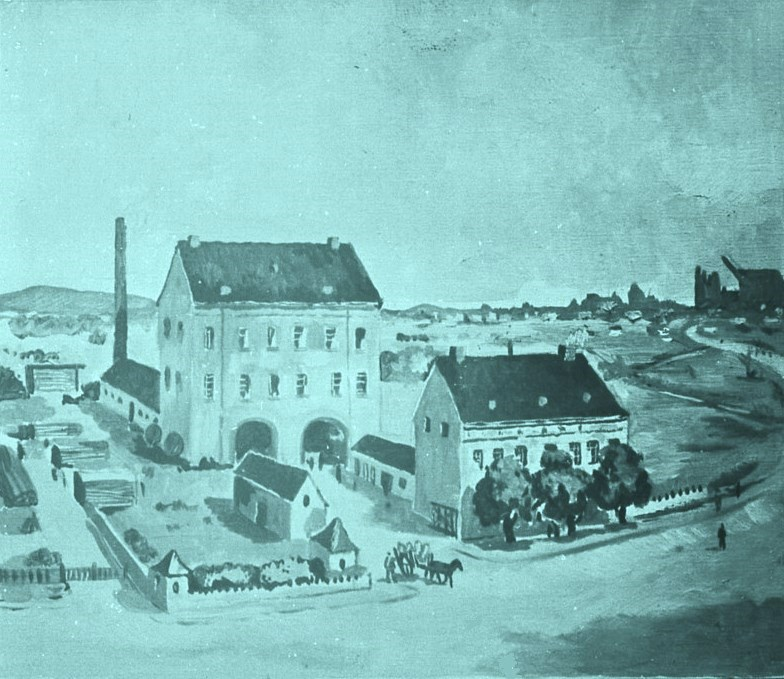
Köln – Neusser Straße 182: Dampfmühlenwerke Heinrich Auer GmbH (nach 1850)

Heinrich Auer (* 28. November 1825 in Köln; † 31. Mai 1892 ebenda) war ein deutscher Industrieller und Kölner Unternehmer, der Mehlmühlen betrieb.

## Leben
Heinrich Auer wuchs mit sechs Geschwistern auf. Im Jahre 1850 war er in Köln-Nippes durch die Errichtung einer Getreidemühle beteiligt an der Industrialisierung dieses Stadtteils. Auer war einer der ersten Müller, die dabei Dampfkraft einsetzten. Eine weitere Mühle entstand 1866 an der Kölner Landsbergstraße. Diese ersten Mühlen, die der Versorgung des preußischen Militärs dienten, waren der Beginn des drei Generationen umfassenden Mühlenunternehmens  – später kamen Mühlen in Neuss und Siegburg hinzu.
Heinrich Auer war zwischen 1856 und 1868 und 1871 bis 1876 Mitglied des Kölner Stadtrates, 1881 bis 1886 im Gemeinderat Longerich sowie 1886 bis 1888 im Gemeinderat Nippes.
Als Heinrich Auer im Mai 1892 im Alter von 66 Jahren starb, übernahmen seine Söhne Jakob (* 17. Juni 1854 Köln; † 11. Juni 1919 in Bad Oeynhausen) und Carl Auer die Leitung der mittlerweile vier Mühlen. Seine Grabstätte befindet sich auf dem Kölner Friedhof Melaten.
Die Auerstraße in Köln-Nippes wurde 1910 nach Heinrich Auer benannt.